# زيلتسه
زيلتسه (بالألمانية: Seelze) هي بلدة ألمانية تقع في ألمانيا في Hanover region. يقدر عدد سكانها بـ 33,089 نسمة .

## أعلام
- جوانا فاغنر